# Aerodramus amelis
La salangana de Ameline (Aerodramus amelis) es una especie de ave en la familia Apodidae. A veces se la considera una subespecie de Aerodramus vanikorensis.

## Distribución y hábitat
Es endémica de las Filipinas. Su hábitat natural son los bosques bajos húmedos subtropicales o tropicales.